# Protopolybia exigua
Protopolybia exigua är en getingart som först beskrevs av Henri Saussure 1906.  Protopolybia exigua ingår i släktet Protopolybia och familjen getingar. Utöver nominatformen finns också underarten P. e. binominata.